# ميهاي فيتيازو
ميهاي فيتيازو هي قرية تقع في إقليم كونستانتا في رومانيا.

## السكان
حسب إحصائيات 2002 بلغ عدد سكان القرية 1932 نسمة.